# Облямівка
Облямівка (рос. каёмка, англ. border, нім. schmaler Rand m, Saum m) — те, що смугою оточує що-небудь. Наприклад, облямівка родовища, облямівка мінералу тощо.

## Геральдика
- Облямівка (геральдика)

## Мінералогія
У мінералогії розрізняють:
- облямівка кварцова (облямівка крупнокристалічним кварцом виповнень жил альпійського типу);
- облямівка келіфітова (реакційна облямівка навколо ґранату в формі пучка або променистих агрегатів, піроксену, рогової обманки і шпінелі);
- облямівка корозійна (облямівка, яка утворюється на мінералі внаслідок корозійної дії магми або при метаморфічних процесах);
- облямівка опацитова (темна кірка навколо вкраплеників у вивержених породах, яка складається з авгіту, магнетиту, рогової обманки, піроксенів і біотиту, іноді олівіну та ін. мінералів;
- звичайно спостерігається в ефузивних комплексах);
- облямівка реакційна (облямівка навколо мінералу, яка утворилася внаслідок реакції його з іншими мінералами або з рідинною частиною магми чи розчинами).